# 亂世忠魂
《亂世忠魂》（英語：From Here to Eternity）是一部於1953年首映的美國劇情片，由佛烈·辛尼曼執導，畢·蘭卡斯特與黛博拉·寇兒主演。本片榮獲8項奧斯卡獎項，票房逾3千萬美元。
一九四一年珍珠港事件前夕，夏威夷歐胡島斯科菲爾德兵營（Schofield Barracks）轉來號令兵羅伯·E·李·「普爾」普威特（蒙哥馬利·克利夫特飾）。普爾曾是中量級拳擊手，在一次比賽中不慎失手，打瞎陪練的朋友的眼睛，從此他性格變得消沉寡歡。軍隊中隊長「炸藥」·荷姆斯是拳擊迷，聽聞普爾曾當拳擊手，就勸普爾加入拳擊隊，但他斷然拒絕，因此備受荷姆斯針對。
那時太平洋地區的美軍內部鬆懈，常常尋歡作樂，士官甚至和上司妻子私會。荷姆斯經常欺負普爾。普爾軍中唯一好友馬吉奧不堪荷姆斯虐待，逃跑失敗而被處決，普爾因此更加消沉。
十二月七日早晨，珍珠港突然遭到日本兵艦與飛機的襲擊，兵營內一片慌亂。普爾急忙趕回營地，不料途中誤中同伴的槍彈，跌落窪地喪命，普爾成為珍珠港事件的犧牲者。
本片以珍珠港事件爲題材，揭露了美軍内部派系鬥爭，軍官飛颺跋扈，虐待士兵等種種醜聞與黑暗現象，表現不願同流合污的正直軍人最終被龐大的軍事機器吞噬的悲劇。

## 演員表
- 畢·蘭卡斯特 飾 米爾頓·華登中士（1st Sergeant Milton Warden）
- 蒙哥馬利·克利夫特 飾 羅伯·E·李·「普爾」普威特二等兵（Private Robert E. Lee "Prew" Prewitt）
- 黛博拉·寇兒 飾 凱倫·荷姆斯（Karen Holmes）
- 法蘭克·辛納屈 飾 安吉羅·馬吉歐二等兵（Private Angelo Maggio）
- 唐娜·里德 飾 愛爾瑪·「洛琳」·柏克（Alma "Lorene" Burke）
- 歐尼斯·鮑寧 飾 詹姆士·R·「法佐」賈德森上士（Staff Sergeant James R. "Fatso" Judson）

## 獎項與提名
本片獲得第26屆奧斯卡金像獎共13項提名，奪得其中8項，包括最佳電影、最佳導演—佛烈·辛尼曼、最佳劇本—丹尼爾·塔拉達什、最佳男配角—法蘭·仙納杜拉、最佳女配角—當娜·烈、最佳攝影—伯內特·格菲、最佳剪接和最佳音響效果（提名獎項包括最佳男主角兩項—畢·蘭加士打和蒙哥馬利·克利夫特、最佳男主角—狄波拉·嘉、最佳服裝設計、最佳原創音樂），成為該屆大贏家。
另外，本片亦贏得以下獎項：第11屆金球獎最佳導演—佛烈·辛尼曼和最佳男配角—法蘭·仙納杜拉；紐約影評人協會最佳電影、最佳導演—佛烈·辛尼曼和最佳男演員—畢·蘭加士打；第7屆康城影展特別榮譽獎（Special Award of Merit）等。

## 外部連結
- 開眼電影網上《亂世忠魂》的資料（繁體中文）
- 豆瓣电影上《乱世忠魂》的資料 （简体中文）
- 时光网上《乱世忠魂》的資料（简体中文）
- AllMovie上《亂世忠魂》的资料（英文）
- 爛番茄上《亂世忠魂》的資料（英文）
- TCM电影资料库上《亂世忠魂》的资料（英文）
- Metacritic上《亂世忠魂》的資料（英文）
- 互联网电影数据库（IMDb）上《亂世忠魂》的资料（英文）
- 劇本（pdf格式）
- Variety review （页面存档备份，存于）